# Enrique Rodríguez Galindo
Enrique Rodríguez Galindo (Granada, 5 de febrer de 1939 – Saragossa, 13 de febrer de 2021) va ser un militar espanyol, màxim responsable de la Comandància de la Guàrdia Civil a Guipúscoa entre 1980 i 1995. L'any 2000 va ser condemnat a 75 anys de presó i expulsat de l'institut armat per la seva participació en terrorisme d'Estat com a membre dels Grups Antiterroristes d'Alliberament (GAL) i, concretament, pel segrest, tortura i assassinat dels joves José Antonio Lasa i José Ignacio Zabala.

## Trajectòria

### Comandància a Guipúscoa
Va començar la seva carrera en aquest cos militar el 1958. L'any 1980 va aconseguir el rang de comandant per a exercir a la 513a Comandància de la Guàrdia Civil a Guipúscoa. L'any 1988 va ser ascendit a tinent coronel i va passar a encapçalar la direcció de la comandància, amb seu a la caserna d'Intxaurrondo, Sant Sebastià. El 26 de febrer de 1992 va ser ascendit a coronel i, al març de 1995, a general de brigada, poc abans que el darrer govern de Felipe González el destituís al capdavant de la comandància. Al llarg del càrrec se li atribueix la desarticulació de 278 escamots i la detenció de 1.700 membres d'Euskadi Ta Askatasuna (ETA). Altres fonts apunten que va aconseguir desarticular 90 escamots i detenir a 800 membres. Durant aquell període, l'organització armada basca va assassinar 100 agents de la Guàrdia Civil d'aquesta unitat territorial. Posteriorment, va ser destinat com a assessor del director general de la Guàrdia Civil, fins que va arribar el seu processament judicial.

### Pertinença als GAL i empresonament
El 17 d'octubre de 1983, José Antonio Lasa i José Ignacio Zabala van ser segrestats a Baiona, País Basc francès, en una de les primeres accions dels Grups Antiterroristes d'Alliberament (GAL), retinguts a la caserna de la Guàrdia Civil d'Intxaurrondo i, seguint instruccions del general Galindo, portats al palau de la Cumbre, a Sant Sebastià, on van ser torturats. Després de veure el lamentable estat en què havien quedat, el general Galindo, amb el coneixement del governador civil Julen Elgorriaga i del tinent coronel Ángel Vaquero, va ordenar la seva desaparició. Els guàrdies civils Enrique Dorado i Felipe Bayo els van portar a la localitat de Busot, a l'Alacantí, van cavar-hi una fossa, i el primer d'ells els va disparar tres trets al cap i els van enterrar. El gener de 1985 es van trobar les seves restes, però van romandre sense identificar fins a 1995, ja que els seus cossos havien estat enterrats en òxid de calci, la qual cosa va dificultar la seva identificació.
El 26 d'abril de 2000, Galindo va ser condemnat per l'Audiència Nacional espanyola a 71 anys de presó pel segrest, tortura i assassinat. L'ex-governador civil de Guipúscoa Julen Elgorriaga, el tinent coronel Ángel Vaquero —aleshores capità i cap del Servei d'Informació a la Comandància d'Intxaurrondo— i els ex-guàrdies civils Enrique Dorado i Felipe Bayo també van ser condemnats pels mateixos delictes. Les penes d'aquests darrers quatre condemnats van oscil·lar entre els 67 i 71 anys de presó. Un any més tard, al 2001, el Tribunal Suprem d'Espanya va elevar la condemna quatre anys més —fins a 75—, després d'acceptar com a agreujant afegit la prevalença del seu càrrec públic en la comissió dels delictes. Per això, el 3 d'abril de 2002 va perdre la seva condició de militar. El 9 de maig de 2000 va ingressar a la presó militar d'Alcalá de Henares però, com va perdre la posició de militar dos anys després, el 14 de juliol de 2003 va ser traslladat al centre penitenciari d'Ocaña II. Durant la seva estada a la presó, la seva família va presentar una petició d'indult acompanyada de 100.000 signatures. La Fiscalia del Tribunal Suprem es va oposar a l'indult i el tribunal va fallar en contra.

### Narcotràfic i tràfic de persones
Durant la seva trajectòria va ser acusat per diferents mitjans de comunicació —Diario 16, Egin i Egunkaria— d'estar lligat a xarxes de narcotràfic i tràfic de persones. L'any 1991 va ser denunciat al Jutjat d'instrucció número 1 de Sant Sebastià d'acord amb les diligències 491/91, però la causa va ser arxivada l'any 2002 pel Jutjat d'Instrucció de Sant Sebastià després de considerar que les acusacions eren rumors que no havien quedat provades. No obstant això, l'any 2006, el diari El Mundo va publicar un informe secret elaborat pel Servei d'Informació de la Guàrdia Civil, del 17 d'octubre de 1992, on s'admetia la involucració de Galindo amb el narcotràfic. Segons l'informe, els beneficis s'havien desviat a la lluita antiterrorista i, més endavant, part dels mateixos, havien anat a parar a les seves butxaques. Galindo va denunciar els diaris Diario 16 i Egin per publicar aquestes notícies, però va perdre els respectius judicis l'any 1999 i 2000. També va denunciar al grup basc Negu Gorriak per la lletra de la cançó «Ustelkeria» ("Podridura"), en la qual el grup es va fer ressò de la notícia publicada a Egunkaria, encara que el guàrdia civil va acabar perdent el plet.

### Tortures
El cineasta Ion Arretxe el va acusar El País d'haver-li retorçat els testicles quan estava detingut a la caserna d'Intxaurrondo: «Em van portar a un riu, em van posar dos sacs plastificats [al cap] que van tancar amb cinta aïllant i durant hores em van submergir a l'aigua. Em van traslladar inconscient a la caserna d'Intxaurrondo i durant tres dies em van torturar de diverses formes. Estava nu, amb una cucurulla que em tapava el cap, en un pis buit on no em van deixar dormir i em van seguir pegant. Fins i tot va aparèixer Galindo, que em va llevar la caputxa, em va dir si el coneixia, que digués el que sabia i em va retorçar els testicles».

### Excarceració
El 18 de març de 2004, el magistrat del Jutjat Central de Vigilància Penitenciària de l'Audiència Nacional espanyola, Javier Gómez Bermúdez, li va atorgar un règim de semi-llibertat assimilable de facto al tercer grau penitenciari, a instàncies de la Direcció General d'Institucions Penitenciàries, malgrat no haver complert la meitat de la condemna, que ascendia a 75 anys. A aquest nou règim, que li va permetre només haver de passar les nits a la presó i tenir lliures els caps de setmana, es va poder acollir gràcies a la petició realitzada pel fiscal de l'Audiència Nacional, Pedro Rubira. D'acord amb la seva condemna, Gómez Bermúdez li va aplicar el règim general de compliment penitenciari, és a dir aquell assignat a casos especials de condemnes superiors a cinc anys de presó i, per tant, no el va afectar la modificació del règim penitenciari del Codi penal. Els motius del canvi d'estatus van ser per raons de salut, ja que patia una greu malaltia cardiovascular i necessitava tractament mèdic extrapenitenciari. Pocs mesos després, el 4 d'octubre de 2004, va ingressar d'urgència en una clínica de Saragossa per una forta arrítmia.
L'any 2010 el seu recurs davant del Tribunal Europeu de Drets Humans a Estrasburg va ser desestimat i el tribunal va declarar que en la celebració del judici no s'havia violat la Convenció Europea de Drets Humans. L'octubre de 2013, el magistrat del Jutjat Central de Vigilància Penitenciària de l'Audiència Nacional espanyola, José Luis Castro, va acceptar la proposta del Centre Penitenciari de Zuera (Saragossa), del qual va dependre oficialment un cop va complir les tres quartes parts de la condemna (descomptades les redempcions), i va concedir-li la llibertat condicional.

### Mort i llegat
Després de dues setmanes hospitalitzat per haver contret el coronavirus de la COVID-19, el 31 de gener de 2021 va ingressar a l'UCI per a ser intubat, previsiblement durant vint dies, amb l'objectiu que els seus pulmons evolucionessin positivament. La seva esposa, María Fernanda, també va ser hospitalitzada per la mateixa malaltia però va ser donada d'alta abans que el seu marit entrés a l'UCI. El 13 de febrer va morir a l'UCI de l'Hospital Quirón de Saragossa per complicacions de la COVID-19, als 81 anys.
El 15 de febrer, el grup parlamentari Euskal Herria Bildu al Congrés dels Diputats espanyol va presentar una sol·licitud per a desclassificar el full de serveis i retirar-li les condecoracions. El seu portaveu, Jon Iñarritu, va manifestar: «És hora de treure les medalles als agents policials que han conculcat els drets humans. A tots, sense excepcions».

## Condecoracions
Al llarg de la seva vida va rebre les condecoracions següents:
- Gran Creu de l'Orde del Mèrit Civil.
- Encomana de l'Orde del Mèrit Civil.
- Creu d'or de l'Orde al Mèrit de la Guàrdia Civil
- Creu d'argent de l'Orde al Mèrit de la Guàrdia Civil (2 vegades)
- Creu amb distintiu roig de l'Orde al Mèrit de la Guàrdia Civil (5 vegades)
- Creu amb distintiu blanc de l'Orde al Mèrit de la Guàrdia Civil (3 vegades)
- Placa del Reial i Militar Orde de Sant Hermenegild
- Creu del Reial i Militar Orde de Sant Hermenegild
- Creu amb distintiu blanc de 1a classe de l'Orde del Mèrit Militar (2 vegades)
- Creu amb distintiu blanc del Mèrit Naval
- Medalla d'argent de l'Orde del Mèrit Policial
- Medalla amb distintiu blanc de l'Orde del Mèrit Policial
- Medalla al Mèrit de la Protecció Civil